# Кендес Овенс
Кендес Ембер Овенс Фармер (англ. Candace Amber Owens Farmer, нар. 29 квітня 1989 року) — відома американська консервативна блогерка і політична активістка. Ведуча однойменного політичного інтернет-шоу «The Candace Owens Show».

## Політичні погляди
Кендес ідентифікує себе як консерватора і патріота. Публічно виступає проти соціальних виплат, абортів і сучасного фемінізму. Як і більшість американських консерваторів підтримує традиційні цінності, вільні ринкові відносини і обмеження влади, бере участь в заходах із захисту свободи слова. Є членом Національної Стрілецької Організації і відповідно є прихильником права вільного володіння вогнепальною зброєю. Відома через критику руху Black Lives Matter, описувала протестувальників як «групу плачучих немовлят, які прикидаються пригнобленими, щоб привернути увагу.» Овенс стверджує, що афроамериканське населення в США має «менталітет жертви» і часто називає до Демократичну партію — плантацією. На думку Кендес, лівим політичним силам вигідно тримати темношкіре населення залежним від держави і соціальних виплат, а також, що афроамериканцям «промивають мізки» задля підтримки Демократів.
Овенс неодноразово відзначалася своїми українофобними заявами. Так, 17 березня 2022 року на сторінці у Twitter Овенс публікує відеозаяву, у якій заявляє, що України "не існувало" до 1989 року" і що Україну "вигадала" Росія". Також Овенс систематично критикує оборонну політику українського уряду та поширює російські фейки.

## Твіттерскандал
У серпні 2018 року, Кендес Овенс переписала расистські твіти журналістки The New York Times Сари Джеонг, помінявши слова «білі» на «чорні», через що адміністрація Твіттера заблокувала її акаунт. І навпаки, акаунт журналістки Сари Джеонг не був заблокований за її расиські висловлювання щодо білих. Через цю подію спалахнув скандал і Твіттеру довелося розблокувати акаунт Кендес. 4 серпня, The New York Times відмовилися звільнити Сару Джеонг через расизм до білих. В редакції пояснили поведінку їхньої журналістки як форму самооборони: вона писала твіти в аналогічній риториці, як це робили її «переслідувачі.»

## Цитати

#### Про ліві політичні сили
«Ліві ненавидять Америку, і навпаки, Дональд Трамп її любить»
«Ліві намагаються знищити абсолютно все через ідеологію культурного Марксизму»
«Антифа — це внутрішня терористична організація на службі Демократичної партії»

#### Про націоналізм і глобалізм
«Я особисто не маю нічого проти слова націоналізм. Я вважаю, що визначення цього слова було отруєне елітами, які мріють про глобалізм. Глобалізм — ось чого нам не потрібно. …А коли ми говоримо „націоналізм“, ми одразу думаємо про Гітлера. Ви знаєте, він був націонал-соціалістом. Проблема в тому, що мрії Гітлера пролягали далеко за межами Німеччини. Він хотів глобалізації, він хотів, щоб всі були німцями і розмовляли німецькою. Для мене це ніякий не націоналізм, це імперіалізм.»